# District de Bulqizë
Le district de Bulqizë est un des 36 districts de l'Albanie. Sa population est de 48 000 habitants et sa superficie de 718 km2. Il se situe à l'est du pays et sa capitale est Bulqizë.
Le district est enclavé entre les districts albanais de Dibër, Mat, Tirana et de Librazhd. Il a une frontière avec la Macédoine.
Le district dépend de la préfecture de Dibër.

## Municipalités
Le district est composé des municipalités suivantes :
- Bulqizë
  - Fushë-Bulqizë
  - Gjoricë
  - Martanesh
  - Ostren
  - Shupenzë
  - Trebisht
  - Zerqan